# ليني ميتز
ليني ميتز (بالإنجليزية: Lenny Metz)‏ هو لاعب كرة قاعدة أمريكي، ولد في 6 يوليو 1899 في سوبريور في الولايات المتحدة، وتوفي في 24 فبراير 1953 في دنفر في الولايات المتحدة.

## وصلات خارجية
- ليني ميتز على موقعبيزبول رفرنس.كوم (الدوري الرئيسي) (الإنجليزية)